# R5 West Coast Tour
Il West Coast Tour è il primo tour del gruppo musicale pop rock e alternative rock statunitense R5, svoltosi nel mese di maggio 2012.

## Informazioni sul tour
Il 26 aprile 2012 la band ha firmato un contratto discografico con la Hollywood Records. Il primo piano promozionale è stato quello di mandare il gruppo in tour supportato da Radio Disney per far conoscere il loro nome tra il pubblico. Intitolato West Coast Tour, la tournée è iniziata il 3 maggio 2012 a Orangevale ed è terminata con uno spettacolo a San Francisco il 15 maggio 2012. Ha incluso 10 date in Nord America, in particolare lungo la West Coast negli Stati Uniti.
Nel corso del tour, gli R5 hanno eseguito i brani contenuti nel loro primo EP, Ready Set Rock, pubblicato nel 2010, oltre che alcune canzoni tratte dalla colonna sonora della serie TV Austin & Ally, di cui uno dei membri del gruppo, Ross Lynch, è protagonista, e la cover di Call Me Maybe di Carly Rae Jepsen.

## Scaletta
1. Double Take
2. Take You There
3. Cali Girls
4. Baby It's You
5. Not a Love Song
6. All About the Girl
7. Love to Love Her
8. Wishing I Was 23
9. DNA
10. What Do I Have To Do
11. Call Me Maybe (cover di Carly Rae Jepsen)
12. Heard It on the Radio
13. Anything You Want
14. Say You'll Stay
15. Keep Away From This Girl
16. A Billion Hits

## Date del tour
| Data           | Città          | Stato           | Luogo             |
| Nord America   | Nord America   | Nord America    | Nord America      |
| -------------- | -------------- | --------------- | ----------------- |
| 3 maggio 2012  | Orangevale     | California, USA | The Boardwalk     |
| 4 maggio 2012  | Bakersfield    | California, USA | Jerry's Pizza     |
| 5 maggio 2012  | Santa Ana      | California, USA | Yost Theater      |
| 6 maggio 2012  | Phoenix        | Arizona, USA    | Crescent Ballroom |
| 9 maggio 2012  | Denver         | Colorado, USA   | Bluebird Theatre  |
| 10 maggio 2012 | Salt Lake City | Utah, USA       | Club Sounds       |
| 11 maggio 2012 | Boise          | Idaho, USA      | The Venue         |
| 13 maggio 2012 | Seattle        | Washington, USA | El Corazon        |
| 14 maggio 2012 | Portland       | Oregon, USA     | Hawthorne Theatre |
| 15 maggio 2012 | San Francisco  | California, USA | Slim's            |